# Ulf von Euler
Ulf Svante von Euler, švedski fiziolog in farmakolog, nobelovec, * 7. februar 1905, Stockholm, Švedska, † 9. marec 1983.
Za svoje delo na področju živčnih prenašalcev je leta 1970 prejel Nobelovo nagrado za fiziologijo ali medicino.

## Življenje
Rodil se je v Stockholmu kot sin dveh znanih znanstvenikov, kemika in kasnejšega nobelovca Hansa von Eulerja-Chelpina ter botaničarke in geologinje Astrid Cleve. Njegov ded po materini strani je bil kemik Per Teodor Cleve, odkritelj elementov tulija in holmija, boter pa kemik Svante Arrhenius. Družinsko okolje je za naravoslovje navdušilo tudi mladega Eulerja in po srednji šoli je leta 1922 vpisal študij medicine na Karolinskem inštitutu.
Že med študijem je pričel z lastnimi raziskavami na področjih patofiziologije in vazokonstrikcije. Od leta 1926 je delal na oddelku za farmakologijo kot asistent pri Göranu Liljestrandu. Doktoriral je leta 1930 in še isto leto postal docent za farmakologijo. Po doktoratu je dobil financiranje Rockefellerjeve fundacije za študij v tujini, kar je izkoristil za izpopolnjevanje pri več vodilnih evropskih znanstvenikih na svojem področju, med drugim pri kasnejših nobelovcih H.H. Daleu in C. Heymansu. Tudi v kasnejših letih je mnogo potoval in sodeloval z drugimi znanstveniki.
Leta 1939 je postal redni profesor farmakologije na Karolinskem inštitutu, to delo je opravljal do leta 1971. Bil je član Švedske kraljeve akademije znanosti in več drugih akademskih inštitucij ter med letoma 1965 in 1975 predsednik Nobelovega sklada.

## Delo
Leta 1931 je v ekstraktih prebavil živali odkril in iz njih s pomočjo farmakologa J.H. Gadduma izoliral aktivno snov, ki je v izoliranih organih povzročila krčenje gladkih mišic. Poimenovala sta jo »substanca P«. Pojav je pritegnil njegovo pozornost in po vrnitvi na Švedsko je odkril še več kemijskih snovi s podobnim učinkom na gladke mišice kot jih imajo živčni impulzi: prostaglandin, vesiglandin, piperidin in noradrenalin.
Noradrenalinu, ki ga je leta 1946 identificiral kot adrenergični živčni prenašalec, je posvetil večino svojega nadaljnjega raziskovalnega dela. Z natančnimi meritvami njegove količine v različnih delih živčevja in organih pod različnimi pogoji je ugotovil, da je noradrenalin med mirovanjem shranjen v celicah v veziklih. Raziskoval je tudi privzemanje in izločanje noradrenalina v procesu prenašanja impulzov prek kemične sinapse.
Za svoje delo je leta 1970 z Bernardom Katzom in Juliusom Axelrodom, ki sta prav tako preučevala živčne prenašalce, prejel Nobelovo nagrado za fiziologijo ali medicino.